# Michel Tabárez
Michel Emanuel Tabárez Soria (n. Treinta y Tres, Uruguay; 29 de marzo de 1995), conocido simplemente como Michel Tabárez, es un futbolista uruguayo que juega como arquero.

## Trayectoria
En la temporada 2011/12 y 2013/14 estuvo en el banco de suplentes en algunas ocasiones, pero no tuvo minutos.
Debutó en la máxima categoría el 17 de agosto de 2014, defendió el arco de Fénix contra Juventud, recibió su primer gol al minuto 73 pero su compañero Gastón Puerari puso el 1 a 1 parcial. Finalmente salieron victoriosos 3 a 1 en el Parque Capurro.

## Selección nacional
En el 2014, fue parte del proceso de la Selección Sub-20 de Uruguay conducida por Fabián Coito.
Debutó con la Celeste el 12 de junio ante Paraguay, fue el arquero titular y ganaron 2 a 1. El gol que recibió fue en propia puerta, de su compañero Erick Cabaco.
El 5 de diciembre fue incluido en la lista de preseleccionados para defender a Uruguay en el Campeonato Sudamericano Sub-20 de 2015 que se realizará, justamente, en Uruguay.

### Participaciones en juveniles
| Competición                            | Sede          | Resultado        | Partidos | Goles |
| -------------------------------------- | ------------- | ---------------- | -------- | ----- |
| Campeonato Sudamericano Sub-20 de 2015 | Uruguay       | Tercer puesto    | 0        | 0     |
| Copa Mundial Sub-20 de 2015            | Nueva Zelanda | Octavos de final | 0        | 0     |

### Detalles de partidos
| 1 | Paraguay          | 2:1 (1:0) | 12 de junio de 2014     | Asunción Paraguay      | Amistoso | 90' · e/c Erick Cabaco | 2 |
| 2 | Perú              | 1:0 (0:0) | 24 de setiembre de 2014 | Montevideo · Uruguay   | Amistoso | -                      | 2 |
| 3 | Federación Gaúcha | 1:2 (1:1) | 13 de noviembre de 2014 | Montevideo · Uruguay   | Amistoso | 23' 84' · Junior       | 3 |
| 4 | Panamá            | 0:1 (0:0) | 20 de mayo de 2015      | Hamilton Nueva Zelanda | Amistoso | 82' · Fidel Escobar    | 4 |

## Estadísticas

### Clubes
Actualizado al 15 de febrero de 2015.
Último partido citado: Juventud 1 - 1 Fénix
| Club                 | Div.          | Temporada     | Liga  | Liga  | Copas nacionales | Copas nacionales | Torneos internacionales | Torneos internacionales | Total | Total | Prom. · recibidos |
| Club                 | Div.          | Temporada     | Part. | Goles | Part.            | Goles            | Part.                   | Goles                   | Part. | Goles | Prom. · recibidos |
| -------------------- | ------------- | ------------- | ----- | ----- | ---------------- | ---------------- | ----------------------- | ----------------------- | ----- | ----- | ----------------- |
| C.A. Fénix · Uruguay | 1ª            | 2014/15       | 9     | -15   | 0                | 0                | 0                       | 0                       | 9     | -15   | 1,66              |
| C.A. Fénix · Uruguay | Total club    | Total club    | 9     | -15   | 0                | 0                | 0                       | 0                       | 9     | -15   | 1,66              |
| Total carrera        | Total carrera | Total carrera | 9     | -15   | 0                | 0                | 0                       | 0                       | 9     | -15   | 1,66              |

### Selecciones
Actualizado al 11 de junio de 2015.
Último partido citado: Brasil 0 - 0 Uruguay
| Selección        | Temporada     | Sudamericano | Sudamericano | Mundial | Mundial | Amistosos | Amistosos | Total | Total |
| Selección        | Temporada     | Part.        | Goles        | Part.   | Goles   | Part.     | Goles     | Part. | Goles |
| ---------------- | ------------- | ------------ | ------------ | ------- | ------- | --------- | --------- | ----- | ----- |
| Sub-20 · Uruguay | 2013/14       | -            | -            | -       | -       | 1         | -1        | 1     | -1    |
| Sub-20 · Uruguay | 2014/15       | 0            | 0            | 0       | 0       | 3         | -3        | 3     | -3    |
| Sub-20 · Uruguay | Total sel.    | 0            | 0            | -       | -       | 4         | -4        | 4     | -4    |
| Total carrera    | Total carrera | 0            | 0            | 0       | 0       | 4         | -4        | 4     | -4    |

## Palmarés

### Títulos amistosos
| Competición                 | Equipo         | País     | Año  |
| --------------------------- | -------------- | -------- | ---- |
| Cuandrangular internacional | Uruguay Sub-20 | Paraguay | 2014 |

### Otras distinciones
- Campeonato Sudamericano de Fútbol Sub-20: 2015